# Nolana jaffuelii
Nolana jaffuelii är en potatisväxtart som beskrevs av Ivan Murray Johnston. Nolana jaffuelii ingår i släktet cymbalblommor, och familjen potatisväxter. Inga underarter finns listade i Catalogue of Life.